# Apiales
Apiales је ред скривеносеменица. Најпознатије биљне врсте које спадају у овај ред су шаргарепа, целер и першун.